# Batalla del cabo Finisterre
La batalla del cabo de Finisterre tuvo lugar el 22-23 de julio de 1805, en el marco de las guerras de la Tercera Coalición durante las guerras napoleónicas. El enfrentamiento naval sucedió cerca del cabo Finisterre, en la costa norte de España. Participaron en el combate, por un lado, la flota de la Armada Real Inglesa comandada por el vicealmirante Robert Calder, y por el otro, una flota franco-española al mando del almirante Pierre Charles Silvestre de Villeneuve.
Esta acción, si bien no tuvo un resultado concluyente, impidió a la flota francesa el acceso al canal de la Mancha para escoltar el paso de la Grande Armée, el ejército de Napoleón para invadir Inglaterra.

## Trasfondo estratégico
La frágil Paz de Amiens de 1802 llegó a su final cuando Napoleón invadió el Estado italiano del Piamonte, por lo que el 18 de mayo de 1803, Gran Bretaña estaba de nuevo en guerra con Francia.
Napoleón planeó invadir y conquistar Inglaterra para terminar con el bloqueo naval británico. En 1805, el ejército destinado a la invasión era de 150,000 hombres, y se encontraban acampados en Boulogne. Si este ejército cruzaba el Canal, era casi segura su victoria sobre unas fuerzas inglesas pobremente equipadas y entrenadas. 
El plan consistía en que la flota escapara del bloqueo británico de Tolón y Brest, y se dirigiera a las Indias Occidentales para amenazar los intereses británicos en las colonias. Las flotas combinadas se reunirían en la isla Martinica y retornarían con rapidez a Europa, desembarcando tropas en Irlanda para promover la rebelión, derrotar a las débiles patrullas inglesas del Canal y ayudar al transporte de la Armée a través del estrecho de Dover.
Villeneuve salió de Tolón el 29 de marzo de 1805 con once navíos de línea, seis fragatas y dos bergantines, evadiendo el 8 de abril al almirante Horacio Nelson, que bloqueaba el estrecho de Gibraltar. Al llegar a Cádiz evitando el bloqueo inglés, se unió con 6 navíos de línea españoles. Finalmente la flota combinada navegó hasta las Indias Occidentales, llegando a Martinica el 12 de mayo.
Nelson, mientras tanto, se vio forzado a permanecer en el Mediterráneo, atrapado por vientos del Oeste, y no pudo pasar el estrecho hasta el 7 de mayo de 1805, por esta razón la flota inglesa no llegó al Caribe (Antigua) hasta el 4 de junio.
Por su parte Villeneuve esperó en Martinica a la flota del almirante Ganteaume, que zarparía del puerto de Brest, para reunirse con el primero, pero la flota de Ganteaume no pudo salir del puerto debido al bloqueo de los ingleses y obviamente no apareció. 
Por otro lado Villeneuve no atendió las peticiones de los oficiales del ejército francés de atacar las colonias inglesas, tal como estaba planeado, y no se hizo nada al respecto, excepto la reconquista del fortín de la isla Roca del Diamante, Villaneuve consideró no tener la fuerza suficiente para llevar a cabo la campaña de ataques para atraer a la flota de guerra inglesa, por lo que permaneció inactivo en la isla Martinica hasta el 11 de junio, cuando ordenó el regreso a Europa. 
En su trayecto de regreso se tiene que por el 7 de junio, supieron por el capitán de un mercante inglés capturado que Nelson había llegado a Antigua, pero no hubo un enfrentamiento entre franceses e ingleses, así que Villeneuve decidió continuar con su navegación hacia Europa, esta expedición no cumplió con su propósito distractor en el Caribe. Y la flota inglesa no localizó a los franceses... es probable que si Nelson hubiese encontrado a la flota de Villaneuve se habría dado uno o varios enfrentamientos en el Mar Caribe, y esto quizá habría permitido a Napoleón intentar su invasión militar de las islas británicas, y así la historia habría podido ser otra.
La flota francesa llegó a cabo de Finisterre el 9 de julio, pero vientos opuestos provenientes del Noreste le impidieron entrar en el golfo de Vizcaya hasta el 22 de julio.

## La batalla

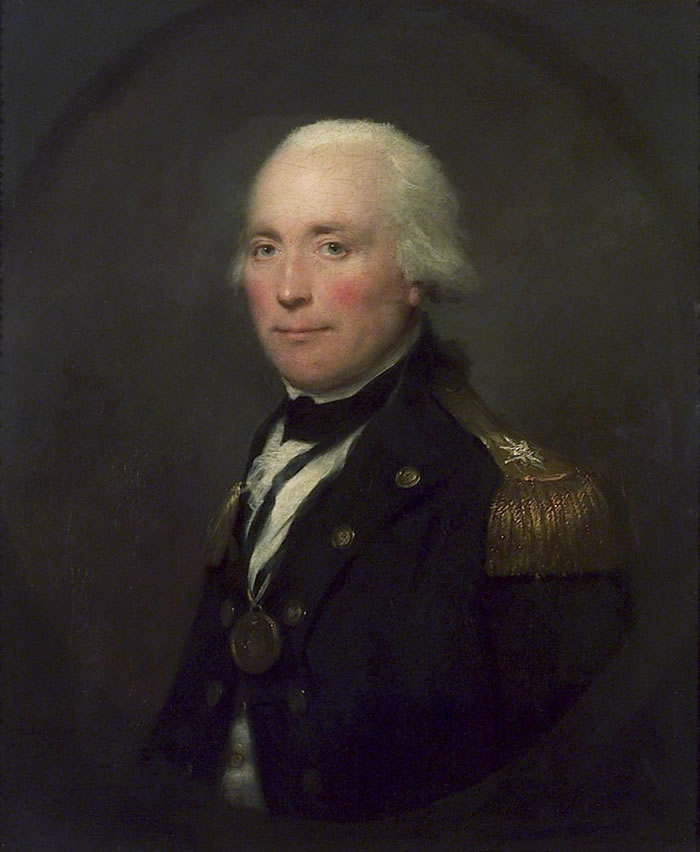
Retrato de Robert Calder, por Lemuel Francis Abbott, 1797.

Las noticias sobre el retorno de la flota franco-española llegaron al vicealmirante Calder el 19 de julio. Calder tenía órdenes de levantar el bloqueo de los puertos de Rochefort y Ferrol, y navegar hacia el cabo de Finisterre para interceptar a Villeneuve. Las flotas se encontraron finalmente sobre las 11 horas del 22 de julio de 1805.
Calder disponía de quince navíos de línea: HMS Prince of Wales, HMS Glory, HMS Barfleur, HMS Windsor Castle, w:HMS Malta, HMS Thunderer, HMS Hero, HMS Repulse, HMS Defiance, HMS Ajax, HMS Warrior, HMS Dragon, HMS Triumph, HMS Agamemnon y HMS Raisonnable, dos fragatas: Égyptienne y Sirius, así como dos buques menores.
Villeneuve tenía veinte navíos de línea: Argonauta, Terrible, América, España, San Rafael, Firme, Pluton, le Mont Blanc, Atlas, Berwick, Neptune, Bucentaure, Formidable, Intrépide, Scipion, Swiftsure, Indomptable, Aigle, Achille y Algésiras, así como siete fragatas y dos bergantines.
Tras muchas horas de maniobras con rumbo suroeste, la acción se inició a las 17:15 cuando el buque inglés Hero, en vanguardia, se aproximó a la línea de batalla franco-española. Con poca visibilidad, la batalla se convirtió rápidamente en una confusa melé. Sobre las 20 horas, el Firme y el San Rafael se rindieron. Calder hizo señales para detener el combate a las 20:25 y continuar la batalla el día siguiente. Con poca luz y una confusión general, algunos buques continuaron disparando durante otra hora más.
Al romper la mañana del 23 de julio, las flotas se encontraban separadas unos 27 km. Calder estaba poco dispuesto a un nuevo ataque sobre fuerzas muy superiores, y además debía proteger a los buques Windsor Castle y Malta, dañados el día anterior en el combate. Debía considerar también la posibilidad de que las flotas anteriormente bloqueadas en Rochefort y Ferrol pudieran unirse a la flota combinada de Villeneuve, y por todo ello, decidió rehuir un nuevo combate y tomar rumbo norte con sus capturas.
Los informes de Villeneuve aseguran que trató de atacar de nuevo a la flota inglesa, pero las suaves brisas de aquel día le impidieron acercarse a ellos durante todo el día, por lo que decidió no arriesgarse a un combate en las últimas horas del día 23. El 24 de julio, un cambio del viento puso a la flota franco-española en disposición de efectuar un ataque desde barlovento, una posición ideal para el ataque, pero Villeneuve decidió de nuevo no atacar. En lugar de esto, viró hacia rumbo sur.
Al llegar al puerto de La Coruña el 1 de agosto, recibió órdenes de Napoleón de dirigirse de inmediato a los puertos de Brest y Boulogne, pero en lugar de hacerlo, y creyendo algunos informes falsos sobre la superioridad numérica de la flota inglesa en el golfo de Vizcaya, regresó a Cádiz, arribando a puerto el 21 de agosto.

## Consecuencias
La batalla no fue concluyente; tanto Villeneuve como Calder se adjudicaron la victoria. La flota combinada sufrió fuertes pérdidas: quince buques ingleses se habían enfrentado a veinte buques franco-españoles, y habían capturado dos de los navíos españoles. Las bajas británicas fueron de 39 oficiales y marineros muertos y 159 heridos. Las pérdidas franco-españolas fueron de 476 oficiales y marineros heridos o muertos. 
Además Villeneuve fracasó en sus 3 misiones: no había desembarcado tropas en Irlanda, no pudo proporcionar naves de transporte al ejército invasor de Napoleón, que esperó inútilmente en Boulogne, como tampoco dar protección con sus barcos de guerra a los pocos barcos franceses disponibles para la invasión.
El almirantazgo inglés, pese a los resultados favorables a la flota británica, relevó del mando al Almirante Calder, quien fue juzgado en consejo de guerra y recibió una severa reprimenda por rehuir el combate en situación de ventaja sobre el enemigo en los días 23 de julio y 24 de julio, aun cuando Calder insistió en que en esos días los vientos débiles no permitían la navegación y muchos menos efectuar una arremetida contra la flota franco-española, y que cuando los vientos arreciaron, estos se habían refugiado en Cádiz, pero los inflexibles altos oficiales lo condenaron a no servir más a bordo de ninguna nave de la flota inglesa.
Napoleón se vio forzado a abandonar sus planes de invadir Inglaterra. En su lugar, la Grande Armée dejó Boulogne el 27 de agosto de 1805 para contribuir en las acciones de las campañas austriaca y rusa.
Villeneuve y la flota combinada permanecieron en Cádiz hasta que finalmente se encaminaron a su destrucción en la batalla de Trafalgar, el 21 de octubre de 1805.